# فرانچسکا کاردیناله
فرانچسکا کاردیناله (ایتالیایی: Francesca Cardinale؛ زادهٔ ۱۹۹۰ میلادی) بازیگر اهل ایتالیا است. وی برادرزادهٔ کلودیا کاردیناله است.
از فیلم‌هایی که وی در آن‌ها نقش داشته‌است، می‌توان به درمان اشاره نمود.